# Lucena
Lucena – miasto na Filipinach w regionie CALABARZON, ośrodek administracyjny prowincji Quezon. Położone jest na południowym wybrzeżu wyspy Luzon, nad morzem Sibuyan. W 2010 roku liczyło 246 392 mieszkańców.